# Avery (Mondkrater)
Avery ist ein kleiner Einschlagkrater nahe dem Ostrand des Erdmondes, nahe dem westlichen Ufer des Mare Smythii. Im Osten liegt der Krater Haldane, und im Südwesten zeichnen sich die Krater Carrillo und Gilbert ab.
Avery ist kreisrund, schüsselförmig und weist einen kleinen zentralen Kraterboden auf.
Ehe er 1976 von der Internationalen Astronomischen Union (IAU) seinen eigenen Namen erhielt, wurde er als 'Gilbert U' bezeichnet.